# Stazione di Castleknock
La stazione di Castleknock è una stazione ferroviaria che fornisce servizio a Blanchardstown, un sobborgo di Dublino. Fu aperta il 2 luglio 1990. Per essa passano due linee ferroviarie: la line1 della DART e il Western Commuter, una linea di treni pendolari che congiunge Dublino a Longford.
La stazione ha due binari accessibili tramite banchine. In origine la struttura comprendeva solo una biglietteria a sportello, mentre tuttora esiste una vera e propria costruzione, realizzata nel 2000 nell'ambito di un miglioramento generale del Western Commuter.

## Servizi
- Servizi igienici
- Capolinea autolinee
- Biglietteria a sportello
- Biglietteria self-service
- Distribuzione automatica cibi e bevande